# .30-03 Springfield
Le .30-03 Springfield, parfois appelé .30-03 Government, est un calibre d'arme à feu introduit par l'armée américaine en 1903 (d'où le -03), pour remplacer le .30-40 Krag des fusils réglementaires. Le 30-03 conserve la balle du 30-40, mais en accroit la vitesse initiale. La carrière du 30-03 fut brève : à peine créé, il fut rendu obsolète par l'arrivée dans les armées européennes de la nouvelle balle dite spitzer plus légère et plus aérodynamique. L'armée américaine adopta finalement un nouveau calibre, le .30-06 Springfield, dérivé du 30-03, mais bénéficiant de la nouvelle balle. Outre les fusils militaires produit entre 1903 et 1906, il y eut quelques carabines de chasse fabriquées dans le même calibre.